# Verband der Elektro- und Digitalindustrie
Der ZVEI e. V., Verband der Elektro- und Digitalindustrie (vormals: Zentralverband Elektrotechnik- und Elektronikindustrie), vertritt die wirtschafts-, technologie- und umweltpolitischen Interessen der deutschen Elektroindustrie und Digitalindustrie. Mit deutschlandweit 910.400 Beschäftigten und einem Gesamtumsatz von 242 Milliarden Euro (jeweils 2023) ist die Elektroindustrie (gemessen an den Beschäftigten) der zweitgrößte Industriezweig in Deutschland – hinter dem Maschinenbau. Mit zusätzlichen 811.000 Mitarbeitern im Ausland ist ihre Wertschöpfung stark global vernetzt (2021). Im Jahr 2023 wendete die Branche 22,1 Milliarden Euro für Forschung und Entwicklung sowie neun Milliarden für Investitionen auf.

## Organisation
Sitz ist Frankfurt am Main. Es gibt Büros in Berlin und Brüssel. Über seine Arbeitsgemeinschaft EuropeElectro ist der ZVEI auch mit einem Büro in Peking vertreten.
Der Verband arbeitet mit nationalen Wirtschaftsverbänden und Organisationen, europäischen Branchen- und Fachverbänden sowie internationalen Organisationen zusammen. Im BDI, dem Bundesverband der Deutschen Industrie e. V., ist der ZVEI das zweitgrößte Mitglied. Außerdem ist er Mitglied bei ORGALIM, dem europäischen Dachverband der ingenieurstechnischen Industrien. Weiterhin beteiligt sich der ZVEI in der Deutschen TV-Plattform und in der Plattform Industrie 4.0.
Der Verband ist in 22 Fachverbände untergliedert. Die Fachverbände umfassen alle Mitgliedsunternehmen, die jeweils im gleichen Marktsegment tätig sind. Dabei kann es vorkommen, dass ein Mitglied aufgrund seines Angebotsspektrums auch mehreren Fachverbänden angehört. Daneben unterhält der ZVEI neun Landesstellen. Sie vertreten die Interessen der Elektroindustrie gegenüber den jeweiligen Landesregierungen.

## Präsident und Geschäftsführung
Gunther Kegel ist seit Oktober 2020 ZVEI-Präsident und seit November 2020 auch BDI-Vizepräsident. Kegel ist Vorstandsvorsitzender der Pepperl+Fuchs. Vorsitzender der ZVEI-Geschäftsführung ist seit 2020 Wolfgang Weber.

## Brancheninitiative Licht.de
Der Fachverband Licht im ZVEI betreibt die Brancheninitiative licht.de. Diese informiert über Beleuchtung und Lichttechnik sowie über Richtlinien und Normen, die bei professionellen Lichtlösungen beachtet werden müssen. Die Brancheninitiative begleitete unter anderem mit Kampagnen den technologischen Wandel von der Glühlampe zu energieeffizienten Lichtquellen im Zuge der Ökodesign-Richtlinie. Mit klassischer Medienarbeit und Onlineangeboten informiert licht.de Verbraucher, professionelle Anwender, Planer und Architekten. Ein Schwerpunkt liegt auf der Aufklärungsarbeit über Zukunftstechnologien wie Human Centric Lighting (HCL). Die Brancheninitiative betreibt ein Informationsportal im Internet und gibt die Schriftenreihe „licht.wissen“ heraus. Sie umfasst aktuell 21 Titel. In der Regel widmet sich eine Ausgabe einer bestimmten Lichtanwendung: beispielsweise in Schulen, Krankenhäusern oder Büros, aber auch in Museen oder Straßen. Es werden zudem Querschnittsthemen wie LED und die Wirkung des Lichts auf den Menschen behandelt. Die Schriftenreihe licht.forum und weitere licht.de-Schriften wie etwa Leitfäden erscheinen zu aktuellen Themen. Der Verband gründete 1970 die Fördergemeinschaft Gutes Licht (FGL), die 2007 in licht.de umbenannt wurde. Der Initiative gehören 130 Mitgliedsunternehmen an. Dennoch gibt die Initiative an, herstellerneutral zu informieren. 
Auf der Website ist offiziell die LED-Leitmarktinitiative beheimatet. Sie wurde vom Bundesministerium für Bildung und Forschung gegründet und wird seit Anfang 2012 vom Bundesumweltministerium fortgeführt, mit dem Ziel, die breite Markteinführung der LED in Deutschland zu unterstützen und den CO2-Ausstoß zu senken.

## Publikationen
- ZVEI-Spotlights (Digitaler Jahresrückblick)
- ZVEI-Magazin Ampere
- Publikationen des ZVEI